# Whatever You Want (album de Status Quo)
Pour les articles homonymes, voir Whatever You Want (homonymie).
Albums de Status Quo
If You Can't Stand the Heat
(1978) Just Supposin'
(1980)
Singles
1. Whatever You Want
Sortie : 14 septembre 1979
2. Living on an Island
Sortie : 16 novembre 1979

Whatever You Want est le douzième album studio du groupe de rock britannique Status Quo, sorti le 20 octobre 1979 au Royaume-Uni.

## Historique
Troisième album du groupe à être produit par Pip Williams (en), Whatever You Want fut enregistré au Phonogram Studios d' Hilversum, aux Pays-Bas, ville où a déjà été enregistré leur précédent opus, If You Can't Stand the Heat, l'année précédente et au Marquee Studio de Londres. La musique fut enregistrée à partir du 16 novembre  et en décembre 1978 aux Pays-Bas et les parties vocales et le mixage furent effectués à Londres. Andy Bown, toujours pas membre officiel du groupe, participera à l'écriture de trois titres.
Lorsque le label Vertigo Records reçu les bandes en mars 1979, il se montra réticent sur le choix des titres et leur disposition. Le désaccord entre les musiciens et leur label retarda la sortie de l'album, initialement prévue en mai 1979 pour coincider avec la tournée britannique, elle fut repoussée jusqu'en octobre .
Deux singles seront tirés de cet album, Whatever You Want(UK #4) le 14 septembre 1979 et Living on an Island (UK #16) le 16 novembre 1979.
L'album se classa à la troisième position des charts britanniques et sera certifié disque d'or au Royaume-Uni, en France et aux Pays-Bas.
Aux États-Unis, l'album paraît sous le titre Now Hear This en 1980, avec un ordre de titres différents du pressage britannique et une version remixée du titre Whatever You Want. La réédition 2016 en version, propose sur le disque bonus, la version américaine de l'album parue sur cassette audio, c'est-à-dire huit titres (Shady Lady et Your Smilling Face manquent).

## Liste des titres
Face 1
| No | Titre               | Auteur                  | Chant                  | Durée |
| -- | ------------------- | ----------------------- | ---------------------- | ----- |
| 1. | Whatever You Want   | Rick Parfitt, Andy Bown | Parfitt, Francis Rossi | 4:03  |
| 2. | Shady Lady          | Rossi, Robert Young     | Rossi                  | 3:03  |
| 3. | Who Asked You       | Alan Lancaster          | Rossi                  | 3:57  |
| 4. | Your Smiling Face   | Parfitt, Bown           | Parfitt                | 4:27  |
| 5. | Living on an Island | Parfitt, Young          | Parfitt                | 4:50  |

Face 2
| No  | Titre             | Auteur               | Chant          | Durée |
| --- | ----------------- | -------------------- | -------------- | ----- |
| 6.  | Come Rock With Me | Rossi, Bernie Frost  | Rossi          | 3:18  |
| 7.  | Rockin' On        | Rossi, Frost         | Rossi          | 3:27  |
| 8.  | Runaway           | Rossi, Frost         | Rossi          | 4:38  |
| 9.  | High Flyer        | Lancaster, Young     | Lancaster      | 3:50  |
| 10. | Breaking Away     | Rossi, Parfitt, Bown | Rossi, Parfitt | 6:40  |

Titres bonus réédition 2005
| No  | Titre                                          | Auteur                | Durée |
| --- | ---------------------------------------------- | --------------------- | ----- |
| 11. | Hard Time (face-B du single Whatever You Want) | Lancaster, Mick Green | 3:57  |
| 12. | Bad Company (démo)                             | Lancaster             | 4:30  |
| 13. | Another Game in Town (démo)                    | Rossi, Frost          | 2:22  |
| 14. | Shady Lady (démo)                              | Rossi, Young          | 2:51  |
| 15. | Rearrange (démo)                               | Rossi, Frost          | 3:08  |
| 16. | Living on an Island (single version)           | Parfitt, Young        | 3:47  |

### Cd bonus Edition Deluxe 2015
| No | Titre                                          | Auteur         | Durée |
| -- | ---------------------------------------------- | -------------- | ----- |
| 1. | Hard Ride (Face-B du single Whatever You Want) | Lancaster      | 3:34  |
| 2. | Living on a Island (single version)            | Parfitt, Young | 3:52  |
| 3. | Bad Company (démo)                             | Lancaster      | 4:27  |
| 4. | Shady Lady (démo)                              | Rossi, Young   | 2:49  |
| 5. | Rearrange (démo)                               | Rossi, Frost   | 3:05  |

Now Here This (Riva US Remix)
| No  | Titre               | Auteur               | Durée |
| --- | ------------------- | -------------------- | ----- |
| 6.  | Living on an Island | Parfitt, Young       | 4:15  |
| 7.  | Who Asked You       | Lancaster            | 3:58  |
| 8.  | Whatever You Want   | Parfitt, Bown        | 3:10  |
| 9.  | Come Rock With Me   | Rossi, Frost         | 3:15  |
| 10. | Rockin' On          | Rossi, Frost         | 3:20  |
| 11. | Runaway             | Rossi, Frost         | 4:47  |
| 12. | High Flyer          | Lancaster            | 4:12  |
| 13. | Breaking Away       | Rossi, Parfitt, Bown | 6:41  |

Demos from Living on an Island
| No  | Titre                           | Auteur         | Durée |
| --- | ------------------------------- | -------------- | ----- |
| 14. | Living on an Island (démo 1978) | Parfitt, Young | 4:02  |
| 15. | Living on an Island (démo 1979) | Parfitt, Young | 6:14  |

## Musiciens
Status Quo
- Francis Rossi: chant, guitare solo
- Rick Parfitt: chant, guitare rythmique
- Alan Lancaster: chant, basse
- John Coghlan: batterie, percussions

Musiciens additionnels
- Andy Bown: claviers, chœurs
- Robert Young: harmonica

## Charts et certifications

### Album
| Pays                          | Durée du classement | Meilleur classement | Date             |
| ----------------------------- | ------------------- | ------------------- | ---------------- |
| Allemagne (GfK Entertainment) | 29 semaines         | 9e                  | 5 novembre 1979  |
| Autriche (Ö3 Austria Top 40)  | 10 semaines         | 16e                 | 15 février 1980  |
| Norvège (VG-lista)            | 12 semaines         | 21e                 | 2 octobre 1995   |
| Pays-Bas (MegaCharts)         | 14 semaines         | 7e                  | 10 novembre 1979 |
| Royaume-Uni (UK Albums Chart) | 14 semaines         | 3e                  | 14 octobre 1979  |
| Suède (Sverigetopplistan)     | 4 semaines          | 18e                 | 2 novembre 1981  |

Certifications
| Pays        | Certification | Ventes    | Date            |
| ----------- | ------------- | --------- | --------------- |
| France      | Or            | 100 000 + | 1980            |
| Pays-Bas    | Or            | 50 000 +  | 1980            |
| Royaume-Uni | Or            | 100 000 + | 31 octobre 1979 |

### Charts singles
| Single              | Chart             | durée du classement | Position | Date              |
| ------------------- | ----------------- | ------------------- | -------- | ----------------- |
| Whatever you Want   | UK Singles Chart  | 9 semaines          | 4e       | 30 septembre 1979 |
| Whatever you Want   | Single Top 100    | 24 semaines         | 12e      | 19 novembre 1979  |
| Whatever you Want   | Ö3 Austria Top 40 | 12 semaines         | 11e      | 1er janvier 1980  |
| Whatever you Want   | (V) (Ultratop)    | 9 semaines          | 4e       | 24 novembre 1979  |
| Whatever you Want   | (Single Top 100)  | 2 semaines          | 162e     | 6 avril 2013      |
| Whatever you Want   | (IRMA)            | 7 semaines          | 5e       | 7 octobre 1979    |
| Whatever you Want   | Mega Top 50       | 13 semaines         | 5e       | 20 octobre 1979   |
| Living on an Island | UK Singles Chart  | 10 semaines         | 16e      | 22 décembre 1979  |
| Living on an Island | Single Top 100    | 15 semaines         | 38e      | 25 février 1980   |
| Living on an Island | (IRMA)            | 7 semaines          | 12e      | 31 décembre 1979  |